# 蘇霍伊島
蘇霍伊島是俄羅斯的島嶼，屬於北地群島的一部分，位於奈焦內什島東南約1.8公里的拉普捷夫海，由克拉斯諾亞爾斯克邊疆區負責管轄，長1.8公里，最高點海拔高度29米，島上無人居住。